# Wiktoria Gorodeckaja
Wiktoria Gorodeckaja (niekiedy podpisywana jako Wiktoria Gorodecka, ur. 1982 w Poniewieżu) – polska aktorka teatralna, telewizyjna i filmowa pochodzenia litewsko-rosyjskiego. Od 2009 aktorka Teatru Narodowego w Warszawie. Dwukrotna laureatka Feliksów Warszawskich.

## Życiorys
Dzieciństwo spędziła na Litwie i po litewsku porozumiewała się z kolegami z podwórka, jednak w jej rodzinie najczęściej używanym językiem był rosyjski. Polskiego zaczęła uczyć się dopiero po maturze, gdy dołączyła do swojej mieszkającej od kilku lat w Polsce matki. W 2006 ukończyła Szkołę Aktorską Jana i Haliny Machulskich, a trzy lata później Akademię Teatralną w Warszawie. Jako pedagogów, którzy wywarli na nią największy wpływ, wymienia Wiesława Komasę i Mariusza Benoit. Zaraz po ukończeniu studiów otrzymała stały angaż w Teatrze Narodowym. Gościnnie występowała też na innych scenach m.in. w Teatrze Żydowskim, Teatrze Współczesnym i Teatrze Ochoty.
Jesienią 2025 będzie uczestniczyła w 17. edycji programu Dancing with the Stars. Taniec z gwiazdami w Polsacie.

### Nagrody i wyróżnienia
- 2009: Nagroda im. Jana Machulskiego „Bądź orłem, nie zniżaj lotu” na Festiwalu Szkół Teatralnych w Łodzi za rolę w spektaklu Moulin Noir[2]
- 2011: Feliks Warszawski w kategorii drugoplanowa rola kobieca za rolę w spektaklu Starucha (Teatr Ochoty)[2]
- 2013: Feliks Warszawski w kategorii pierwszoplanowa rola kobieca za rolę w spektaklu Królowa Margot (Teatr Narodowy)[2]
- 2014: Nagroda miesięcznika Teatr im. Aleksandra Zelwerowicza za najlepszą kobiecą kreację aktorską sezonu 2013/2014, za rolę w spektaklu Zbójcy (Teatr Narodowy)[2]
- 2014: Nagroda na Festiwalu Dwa Teatry za najlepszą drugoplanową rolę kobiecą w Teatrze Polskiego Radia, za rolę w słuchowisku Próba[2]
- 2017: Grand Prix na Festiwalu Dwa Teatry za najlepszy spektakl Teatru Telewizji za Posprzątane (wspólnie z Agnieszką Lipiec-Wróblewską, Agatą Kuleszą, Dominiką Kluźniak i Aleksandrą Konieczną)[2].

## Filmografia
- 2003: 3 dni wolności (etiuda szkolna) - osadzona
- 2004: Stacyjka - podróżniczka (odc. 1)
- 2006: Dykematu 5 - Wiera, pracownica Rycha
- 2007: Ogród Luizy - prostytutka Tatiana
- 2008: Warszawa (spektakl telewizyjny) - Zofia
- 2008: Mała Moskwa - ciężarna w szpitalu
- 2008: Doręczyciel (serial telewizyjny) - Jola, sekretarka Kota-Burego (odc. 9-10)
- 2009: Sprawiedliwi (serial telewizyjny) - sekretarka Ministra Piaseckiego (odc. 1)
- 2010: Sklep (etiuda szkolna) - sprzedawczyni
- 2011: Ojciec Mateusz - Galina Markowa (odc. 71)
- 2011: Na dobre i na złe - ekolożka Elka (odc. 439)
- 2011: Hotel 52 - Helena Stankiewicz (odc. 33)
- 2012: Prawo Agaty - Magdalena Niewczas (odc. 1)
- 2012: Prawdziwy miód (etiuda szkolna) - Wiera
- 2012: Julia (etiuda szkolna) - Julia
- 2013: 2XL - pielęgniarka (odc. 10)
- 2014: Mur (film) - pracownica socjalna
- 2015: Wizyta (spektakl telewizyjny) - Anna
- 2016: Strapiony mężczyzna (etiuda szkolna) - Tatiana
- 2016: Posprzątane (spektakl telewizyjny) - Ana
- 2016: Bodo - aktorka Lidia Stefańska
- 2017: Druga szansa (serial telewizyjny) - sprzątaczka Polina (odc. 5-6, 8-10 sezon IV)
- 2018: Ślad (serial telewizyjny) - Wiktoria Sidorowicz, właścicielka sieci aptek (odc. 40)
- 2018: Ostatni klient (etiuda szkolna) - Lena
- 2018: Krew Boga - Prahwe
- 2018: Druga szansa (serial telewizyjny) - sprzątaczka Polina (odc. 1, 3-4, 7-10 sezon V)
- 2018: Agaton - żona majora Buliki
- 2019: Pułapka (serial telewizyjny) - komisarz Marczuk (odc. 7-13)
- 2019: Młody Piłsudski - Leonarda Lewandowska (odc. 3-4, 8)
- 2019: Inkarno (spektakl telewizyjny) - Małgorzata
- 2019: Ikar. Legenda Mietka Kosza - Marta
- 2020: Osiecka (serial telewizyjny) - Józefina Pellergini (odc. 1, 4, 10, 13)
- 2020: Bez skrupułów - Jolanta Smoczyńska, żona Leona (odc. 3)
- 2020: Alicja i żabka - lekarka
- 2021: Tajemnica zawodowa (serial telewizyjny) - Ewa Dobrzyńska, była partnerka Pawła (odc. 7-10)
- 2021: Przejście (film) - Maria
- 2021: Polowanie (spektakl telewizyjny) - Natalia
- 2021: Ojciec Mateusz - Wala (odc. 320)
- 2021: Erynie - Leokadia Tchórznicka (odc. 1-12)
- 2022: Zachowaj spokój - Beata Hall, matka Igora (odc. 1, 3, 5-6)
- 2022: Tajemnica zawodowa (serial telewizyjny) - Ewa Dobrzyńska, była partnerka Pawła (odc. 2-7)
- 2022-2023: Skazana (serial telewizyjny) - Pola Nawrot (odc. 11-14, 16-17, 20-22)
- 2022: Niebezpieczni dżentelmeni - Nadieżda Krupska
- 2022: Braty - policjantka
- 2023: Wybierz ten cholerny dywan (spektakl telewizyjny) - Maria
- 2023: Ukryta sieć - Magda Wójcicka, siostra Julity
- 2023: Sortownia (serial telewizyjny) - alkoholiczka (odc. 4)
- 2023: Sandwichman (spektakl telewizyjny) - lekarka
- 2023: Podstolina (spektakl telewizyjny) - Podstolina
- 2023: Minghun - Olga, przyjaciółka Jerzego
- 2023: Krzyk (film) - Wera
- 2023: Judasz z Kariothu (spektakl telewizyjny) - Rachel, żona Judasza
- 2023: Doppelgänger. Sobowtór - Olga Bitner, żona Judasza
- od 2024: Profilerka (serial telewizyjny) - Julia Wigier (odc. 1-12)
- 2024: Napad (film) - aspirant Aleksandra Janicka Kieszonka
- 2024: Grupa Krwi (spektal telewizyjny) - notariusz Zawadzka
- 2024: Biała odwaga - Helena
- 2025: Patrzę w niebo (etiuda szkolna) - Wiktoria
- 2025: Zaprawdę, Hitler umarł